# Deutsche Bundespost

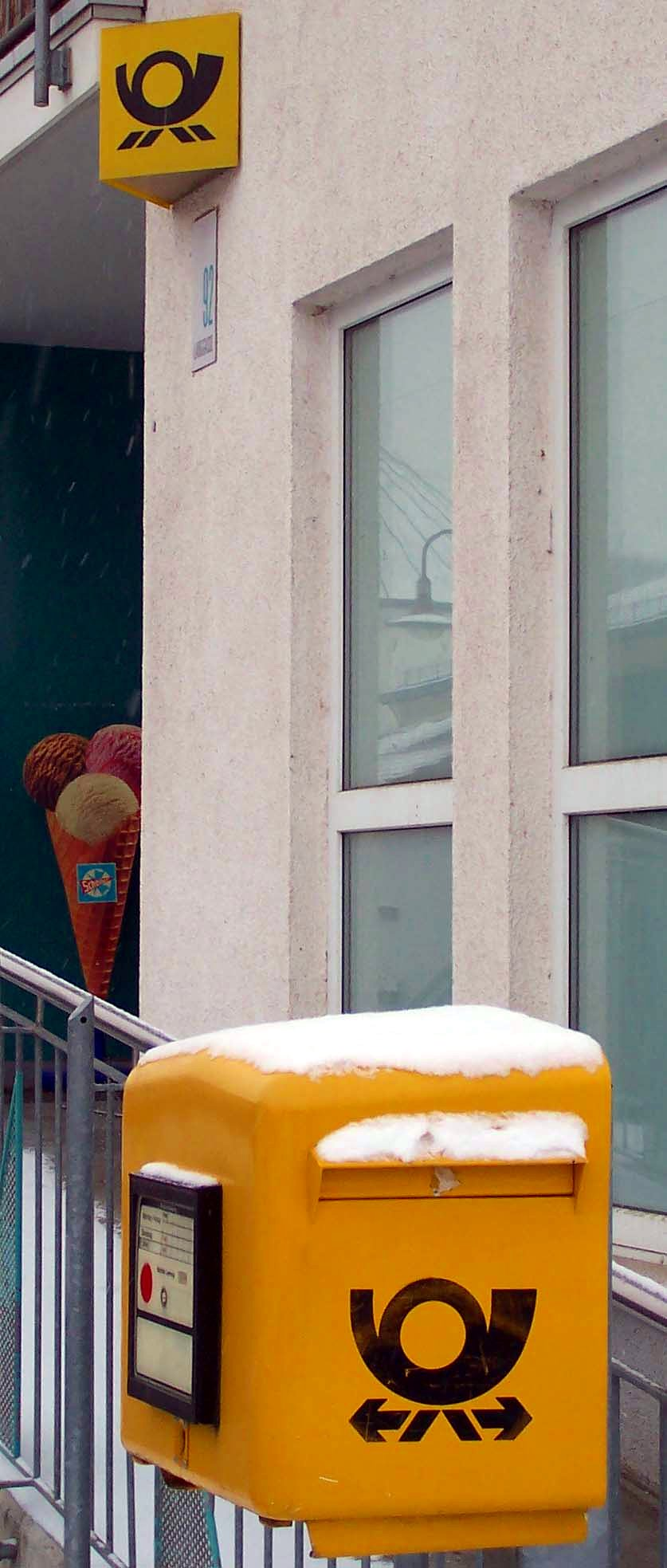
Cassetta delle lettere con il marchio della Deutsche Bundespost, mentre l'insegna in alto è già quella della Deutsche Post

La Deutsche Bundespost (DBP) era l'amministrazione postale, telegrafica e telefonica della Germania Occidentale, che sostituì la Reichspost nel 1947 e dipendeva dal Ministero federale delle Poste e delle Telecomunicazioni fino al 1989.

## Storia

### La fondazione
Dopo la caduta del Nazismo e la fine della Reichspost, fra il 1947 e il 1950 l'amministrazione postale tedesca prese il nome di Deutsche Post. In seguito alla divisione in due della Germania, e precisamente nel 1950, nella Germania Occidentale fu creata la Deutsche BundesPost, mentre l'amministrazione postale della Repubblica Democratica Tedesca continuava a chiamarsi Deutsche Post.

### La suddivisione
La prima fase della riforma del servizio postale entrò in vigore nel 1989. Con essa la Bundespost fu divisa in tre distinte imprese, ancora di proprietà pubblica:
- La Deutsche Bundespost Postbank per gestire la banca e i servizi finanziari
- La Deutsche Bundespost Telekom per gestire le telecomunicazioni (telefonia)
- La Deutsche Bundespost Postdienst per il servizio postale federale

Questa suddivisione coincise con la fusione con la vecchia Deutsche Post della RDT, in seguito alla riunificazione tedesca: perciò le tre nuove Deutsche Bundespost riorganizzarono i rispettivi servizi in tutto il territorio tedesco.

### La privatizzazione
La seconda fase della riforma è entrata in vigore nel 1995 con la privatizzazione delle imprese pubbliche ormai organizzate su tutto il territorio federale:
- la Deutsche Postbank AG è diventata una normale banca che opera in concorrenza con le altre;
- la Deutsche Telekom AG è diventata l'operatore storico delle telecomunicazioni in Germania, e anch'esso avrebbe di lì a breve operato in regime di concorrenza;
- la Deutsche Post AG gestisce il servizio postale, il quale è stato aperto alla concorrenza più di recente.